# Tweede Kamerverkiezingen in het kiesdistrict Alkmaar (1850-1888)
Tweede Kamerverkiezingen in het kiesdistrict Alkmaar (1850-1888) geeft een overzicht van verkiezingen voor de Nederlandse Tweede Kamer in het kiesdistrict Alkmaar in de periode 1850-1888.
Het kiesdistrict Alkmaar was al ingesteld in 1848. De indeling van het kiesdistrict werd in 1850 gewijzigd bij de invoering van de Kieswet. Tot het kiesdistrict behoorden vanaf dat moment de volgende gemeenten: Akersloot, Alkmaar, Assendelft, Bergen, Beverwijk, Callantsoog, Castricum, Den Helder, Egmond aan Zee, Egmond-Binnen, Harenkarspel, Heemskerk, Heiloo, Koedijk, Koog aan de Zaan, Krommenie, Limmen, Oudorp, Petten, Schagen, Schoorl, Sint Maarten, Terschelling, Texel, Uitgeest, Velsen, Vlieland, Warmenhuizen, Westzaan, Wieringen, Wieringerwaard, Wijk aan Zee en Duin, Wimmenum, Wormerveer, Zaandam, Zaandijk en Zijpe.
In 1858 werd de indeling van het kiesdistrict gewijzigd. De gemeenten Beverwijk, Velsen en Wijk aan Zee en Duin werden toegevoegd aan het kiesdistrict Haarlem.
In 1864 werd de indeling van het kiesdistrict wederom gewijzigd. De gemeenten Assendelft, Koog aan de Zaan, Westzaan, Wormerveer, Zaandam en Zaandijk werden toegevoegd aan het kiesdistrict Haarlem. Tevens werd een gedeelte van het kiesdistrict Hoorn (de gemeenten Barsingerhorn, Broek op Langedijk, Heerhugowaard, Nieuwe Niedorp, Noord-Scharwoude, Oterleek, Oude Niedorp, Oudkarspel, Schermerhorn, Sint Pancras, Ursem, Winkel en Zuid-Scharwoude) toegevoegd aan het kiesdistrict Alkmaar.
In 1869 werd de indeling van het kiesdistrict wederom gewijzigd. De gemeenten Heemskerk, Krommenie en Uitgeest werden toegevoegd aan het kiesdistrict Haarlem en de gemeente Ursem aan het kiesdistrict Hoorn. Tevens werd een gedeelte van het kiesdistrict Hoorn (de gemeente Zuid- en Noord-Schermer) toegevoegd aan het kiesdistrict Alkmaar.
In 1878 werd de indeling van het kiesdistrict wederom gewijzigd. De gemeente Anna Paulowna werd toegevoegd aan het kiesdistrict Alkmaar.
Het kiesdistrict Alkmaar was in deze periode een meervoudig kiesdistrict: het vaardigde twee leden af naar de Tweede Kamer. Om de twee jaar trad een van de leden af; er werd dan een periodieke verkiezing gehouden voor de vrijgevallen zetel. Bij algemene verkiezingen (na ontbinding van de Tweede Kamer) bracht elke kiezer twee stemmen uit. Om in de eerste verkiezingsronde gekozen te worden moest een kandidaat minimaal de districtskiesdrempel behalen; indien nodig werd een tweede ronde gehouden.
Legenda
- cursief: in de eerste verkiezingsronde geplaatst voor de tweede ronde;
- vet: gekozen als lid van de Tweede Kamer.

## 27 augustus 1850
De verkiezingen waren algemene verkiezingen; zij werden gehouden na ontbinding van de Tweede Kamer na inwerkingtreding van de Kieswet.
|                                   | 27 augustus |
| --------------------------------- | ----------- |
| Kiesgerechtigden                  | 2.833       |
| Opkomst                           | 1.977       |
| Geldige stemmen                   | 3.922       |
| Blanco stemmen                    | 20          |
| Kiesdrempel                       | 981         |
| Kandidaten                        |             |
| H.J. Smit                         | 1.566       |
| S.A. de Moraaz                    | 1.275       |
| C. van Foreest                    | 685         |
| W.J.C. Waterschoot van der Gracht | 255         |

## 8 juni 1852
De verkiezingen waren periodieke verkiezingen; zij werden gehouden vanwege de afloop van de zittingstermijn van een gekozen lid.
|                         | 8 juni |
| ----------------------- | ------ |
| Kiesgerechtigden        | 2.801  |
| Opkomst                 | 1.267  |
| Geldige stemmen         | 1.254  |
| Blanco stemmen          | 0      |
| Kandidaten              |        |
| H.J. Smit               | 864    |
| C. van de Stadt         | 170    |
| G. Groen van Prinsterer | 80     |

## 29 juni 1852
Hendrik Smit, gekozen bij de verkiezingen van 8 juni 1852, nam zijn benoeming niet aan vanwege zijn benoeming als burgemeester van Zaandam. Om in de ontstane vacature te voorzien werd een naverkiezing gehouden.
|                            | 29 juni |
| -------------------------- | ------- |
| Kiesgerechtigden           | 2.801   |
| Opkomst                    | 1.440   |
| Geldige stemmen            | 1.430   |
| Blanco stemmen             | 3       |
| Kandidaten                 |         |
| J.J. Rochussen             | 723     |
| E.J.H. Borret              | 317     |
| C. Sandenbergh Matthiessen | 95      |
| M. Salvador                | 54      |
| J. Donker                  | 52      |
| J.C. Rijk                  | 41      |
| G.A. Fokker                | 31      |

## 17 mei 1853
De verkiezingen waren algemene verkiezingen; zij werden gehouden na ontbinding van de Tweede Kamer.
|                  | 17 mei |
| ---------------- | ------ |
| Kiesgerechtigden | 2.848  |
| Opkomst          | 1.961  |
| Geldige stemmen  | 3.897  |
| Blanco stemmen   | 11     |
| Kiesdrempel      | 974    |
| Kandidaten       |        |
| J.J. Rochussen   | 1.506  |
| C. van Foreest   | 1.293  |
| S.A. de Moraaz   | 612    |
| J.R. Thorbecke   | 412    |

## 13 juni 1854
De verkiezingen waren periodieke verkiezingen; zij werden gehouden vanwege de afloop van de zittingstermijn van een gekozen lid.
|                  | 13 juni |
| ---------------- | ------- |
| Kiesgerechtigden | 2.848   |
| Opkomst          | 1.213   |
| Geldige stemmen  | 1.204   |
| Blanco stemmen   | 9       |
| Kandidaten       |         |
| J.J. Rochussen   | 889     |
| S.A. de Moraaz   | 280     |

## 10 juni 1856
De verkiezingen waren periodieke verkiezingen; zij werden gehouden vanwege de afloop van de zittingstermijn van een gekozen lid.
|                  | 10 juni | 24 juni |
| ---------------- | ------- | ------- |
| Kiesgerechtigden | 2.908   | 2.908   |
| Opkomst          | 1.443   | 2.032   |
| Geldige stemmen  | 1.430   | 2.020   |
| Blanco stemmen   | 7       | 8       |
| Kandidaten       |         |         |
| C. van Foreest   | 625     | 1.061   |
| A.S. van Nierop  | 642     | 959     |
| L. Metman        | 122     |         |

## 17 maart 1857
Jan Rochussen, gekozen bij de verkiezingen van 13 juni 1854, trad op 28 januari 1857 af omdat hij niet in conflict wenste te komen met de door hem gesteunde minister van Koloniën. Om in de ontstane vacature te voorzien werd een tussentijdse verkiezing gehouden.
|                       | 17 maart | 31 maart |
| --------------------- | -------- | -------- |
| Kiesgerechtigden      | 2.908    | 2.908    |
| Opkomst               | 1.331    | 1.743    |
| Geldige stemmen       | 1.321    | 1.733    |
| Blanco stemmen        | 3        | 6        |
| Kandidaten            |          |          |
| K.A. Poortman         | 370      | 888      |
| R.J. Schimmelpenninck | 606      | 845      |
| L. Metman             | 236      |          |
| F.A. van Hall         | 86       |          |

## 8 juni 1858
De verkiezingen waren periodieke verkiezingen; zij werden gehouden vanwege de afloop van de zittingstermijn van een gekozen lid.
|                      | 8 juni |
| -------------------- | ------ |
| Kiesgerechtigden     | 2.962  |
| Opkomst              | 1.095  |
| Geldige stemmen      | 1.076  |
| Blanco stemmen       | 7      |
| Kandidaten           |        |
| K.A. Poortman        | 700    |
| W.L.F.C. van Rappard | 318    |
| F. Sieuwerts         | 31     |

## 12 juni 1860
De verkiezingen waren periodieke verkiezingen; zij werden gehouden vanwege de afloop van de zittingstermijn van een gekozen lid.
|                          | 12 juni | 26 juni |
| ------------------------ | ------- | ------- |
| Kiesgerechtigden         | 2.871   | 2.871   |
| Opkomst                  | 1.103   | 1.551   |
| Geldige stemmen          | 1.091   | 1.545   |
| Blanco stemmen           | 5       | 1       |
| Kandidaten               |         |         |
| C. van Foreest           | 525     | 862     |
| P. Blussé van Oud-Alblas | 507     | 683     |
| J.L. Kikkert             | 45      |         |

## 10 juni 1862
De verkiezingen waren periodieke verkiezingen; zij werden gehouden vanwege de afloop van de zittingstermijn van een gekozen lid.
|                  | 10 juni |
| ---------------- | ------- |
| Kiesgerechtigden | 3.138   |
| Opkomst          | 1.176   |
| Geldige stemmen  | 1.171   |
| Blanco stemmen   | 2       |
| Kandidaten       |         |
| K.A. Poortman    | 606     |
| J.J. Rochussen   | 288     |
| J.L. Kikkert     | 251     |

## 14 juni 1864
De verkiezingen waren periodieke verkiezingen; zij werden gehouden vanwege de afloop van de zittingstermijn van een gekozen lid.
|                  | 14 juni |
| ---------------- | ------- |
| Kiesgerechtigden | 2.969   |
| Opkomst          | 1.260   |
| Geldige stemmen  | 1.223   |
| Blanco stemmen   | 7       |
| Kandidaten       |         |
| C. van Foreest   | 643     |
| M.J. de Lange    | 249     |
| J.L. Kikkert     | 188     |
| R.C. Sloos       | 80      |

## 12 juni 1866
De verkiezingen waren periodieke verkiezingen; zij werden gehouden vanwege de afloop van de zittingstermijn van een gekozen lid.
|                    | 12 juni |
| ------------------ | ------- |
| Kiesgerechtigden   | 3.036   |
| Opkomst            | 1.126   |
| Geldige stemmen    | 1.117   |
| Blanco stemmen     | 4       |
| Kandidaten         |         |
| N. Olivier         | 593     |
| J.D. van Herwerden | 446     |

## 30 oktober 1866
De verkiezingen waren algemene verkiezingen; zij werden gehouden na ontbinding van de Tweede Kamer.
|                  | 30 oktober |
| ---------------- | ---------- |
| Kiesgerechtigden | 3.036      |
| Opkomst          | 2.264      |
| Geldige stemmen  | 4.498      |
| Blanco stemmen   | 26         |
| Kiesdrempel      | 1.125      |
| Kandidaten       |            |
| C. van Foreest   | 1.387      |
| E.H. s'Jacob     | 1.204      |
| W. van der Kaay  | 996        |
| N. Olivier       | 847        |

## 22 januari 1868
De verkiezingen waren algemene verkiezingen; zij werden gehouden na ontbinding van de Tweede Kamer.
|                     | 22 januari | 4 februari |
| ------------------- | ---------- | ---------- |
| Kiesgerechtigden    | 3.232      | 3.232      |
| Opkomst             | 2.073      | 2.507      |
| Geldige stemmen     | 4.125      | 2.496      |
| Blanco stemmen      | 11         | 8          |
| Kiesdrempel         | 1.031      | 1.248      |
| Kandidaten          |            |            |
| J.L. de Bruijn Kops | 1.060      |            |
| C. van Foreest      | 998        | 1.444      |
| W. van der Kaay     | 994        | 1.052      |
| E.H. s'Jacob        | 930        |            |
| N. Olivier          | 104        |            |

## 8 juni 1869
De verkiezingen waren periodieke verkiezingen; zij werden gehouden vanwege de afloop van de zittingstermijn van een gekozen lid.
|                  | 8 juni |
| ---------------- | ------ |
| Kiesgerechtigden | 3.051  |
| Opkomst          | 2.333  |
| Geldige stemmen  | 2.323  |
| Blanco stemmen   | 1      |
| Kandidaten       |        |
| W.J. Knoop       | 1.212  |
| C. van Foreest   | 1.106  |

## 16 augustus 1870
Willem Knoop, gekozen bij de verkiezingen van 8 juni 1869, trad op 5 juli 1870 af omdat hij als officier in actieve dienst trad naar aanleiding van de mobilisatie met betrekking tot de Frans-Duitse Oorlog. Om in de ontstane vacature te voorzien werd een tussentijdse verkiezing gehouden.
|                  | 16 augustus | 30 augustus |
| ---------------- | ----------- | ----------- |
| Kiesgerechtigden | 3.154       | 3.154       |
| Opkomst          | 1.771       | 2.344       |
| Geldige stemmen  | 1.760       | 2.333       |
| Blanco stemmen   | 6           | 7           |
| Kandidaten       |             |             |
| C. van Foreest   | 878         | 1.191       |
| W.J. Knoop       | 878         | 1.140       |

## 25 oktober 1870
Cornelis van Foreest, gekozen bij de verkiezingen van 16 augustus 1870, trad op 3 oktober 1870 af. Om in de ontstane vacature te voorzien werd een tussentijdse verkiezing gehouden.
|                   | 25 oktober 1870 |
| ----------------- | --------------- |
| Kiesgerechtigden  | 3.154           |
| Opkomst           | 2.020           |
| Geldige stemmen   | 2.011           |
| Blanco stemmen    | 7               |
| Kandidaten        |                 |
| C. van Foreest    | 1.083           |
| H.G.C.L. Janssens | 914             |

## 13 juni 1871
De verkiezingen waren periodieke verkiezingen; zij werden gehouden vanwege de afloop van de zittingstermijn van een gekozen lid.
|                       | 13 juni |
| --------------------- | ------- |
| Kiesgerechtigden      | 3.215   |
| Opkomst               | 2.256   |
| Geldige stemmen       | 2.247   |
| Blanco stemmen        | 6       |
| Kandidaten            |         |
| J.L. de Bruijn Kops   | 1.254   |
| R.J. Schimmelpenninck | 978     |

## 10 juni 1873
De verkiezingen waren periodieke verkiezingen; zij werden gehouden vanwege de afloop van de zittingstermijn van een gekozen lid.
|                  | 10 juni |
| ---------------- | ------- |
| Kiesgerechtigden | 3.330   |
| Opkomst          | 2.472   |
| Geldige stemmen  | 2.463   |
| Blanco stemmen   | 3       |
| Kandidaten       |         |
| C. van Foreest   | 1.270   |
| W. van der Kaay  | 1.162   |

## 8 juni 1875 (tussentijds)
Cornelis van Foreest, gekozen bij de verkiezingen van 10 juni 1873, overleed op 22 mei 1875. Om in de ontstane vacature te voorzien werd een tussentijdse verkiezing gehouden.
|                             | 8 juni |
| --------------------------- | ------ |
| Kiesgerechtigden            | 3.514  |
| Opkomst                     | 2.794  |
| Geldige stemmen             | 2.779  |
| Blanco stemmen              | 4      |
| Kandidaten                  |        |
| W. van der Kaay             | 1.718  |
| D.C.A. van Hogendorp        | 865    |
| B.J.L. de Geer van Jutphaas | 169    |

## 8 juni 1875 (periodiek)
De verkiezingen waren periodieke verkiezingen; zij werden gehouden vanwege de afloop van de zittingstermijn van een gekozen lid.
|                         | 8 juni |
| ----------------------- | ------ |
| Kiesgerechtigden        | 3.514  |
| Opkomst                 | 2.795  |
| Geldige stemmen         | 2.791  |
| Blanco stemmen          | 3      |
| Kandidaten              |        |
| J.L. de Bruijn Kops     | 1.729  |
| F. de Casembroot        | 862    |
| A.F. de Savornin Lohman | 168    |

## 12 juni 1877 (tussentijds)
Willem van der Kaay, gekozen bij de verkiezingen van 8 juni 1875, trad op 15 mei 1877 af vanwege zijn herbenoeming als kantonrechter. Om in de ontstane vacature te voorzien werd een tussentijdse verkiezing gehouden.
|                  | 12 juni |
| ---------------- | ------- |
| Kiesgerechtigden | 3.734   |
| Opkomst          | 2.087   |
| Geldige stemmen  | 1.722   |
| Blanco stemmen   | 48      |
| Kandidaten       |         |
| W. van der Kaay  | 1.639   |
| A. Brummelkamp   | 69      |

## 12 juni 1877 (periodiek)
De verkiezingen waren periodieke verkiezingen; zij werden gehouden vanwege de afloop van de zittingstermijn van een gekozen lid.
|                  | 12 juni |
| ---------------- | ------- |
| Kiesgerechtigden | 3.734   |
| Opkomst          | 2.124   |
| Geldige stemmen  | 2.112   |
| Blanco stemmen   | 9       |
| Kandidaten       |         |
| W. van der Kaay  | 1.612   |
| G. Fabius        | 414     |
| A. Brummelkamp   | 76      |

## 10 juni 1879
De verkiezingen waren periodieke verkiezingen; zij werden gehouden vanwege de afloop van de zittingstermijn van een gekozen lid.
|                     | 10 juni |
| ------------------- | ------- |
| Kiesgerechtigden    | 3.940   |
| Opkomst             | 2.013   |
| Geldige stemmen     | 2.004   |
| Blanco stemmen      | 7       |
| Kandidaten          |         |
| J.L. de Bruijn Kops | 1.157   |
| J. Heemskerk        | 759     |
| H.W. van Marle      | 79      |

## 14 juni 1881
De verkiezingen waren periodieke verkiezingen; zij werden gehouden vanwege de afloop van de zittingstermijn van een gekozen lid.
|                  | 14 juni |
| ---------------- | ------- |
| Kiesgerechtigden | 4.080   |
| Opkomst          | 2.147   |
| Geldige stemmen  | 2.139   |
| Blanco stemmen   | 7       |
| Kandidaten       |         |
| W. van der Kaay  | 1.305   |
| W. Bos           | 630     |
| S. van Heemstra  | 192     |

## 12 juni 1883
De verkiezingen waren periodieke verkiezingen; zij werden gehouden vanwege de afloop van de zittingstermijn van een gekozen lid.
|                         | 12 juni |
| ----------------------- | ------- |
| Kiesgerechtigden        | 4.021   |
| Opkomst                 | 2.350   |
| Geldige stemmen         | 2.332   |
| Blanco stemmen          | 14      |
| Kandidaten              |         |
| J.L. de Bruijn Kops     | 1.336   |
| W. Bos                  | 644     |
| M.A. de Savornin Lohman | 332     |

## 28 oktober 1884
De verkiezingen waren algemene verkiezingen; zij werden gehouden na ontbinding van de Tweede Kamer.
|                             | 28 oktober | 11 november |
| --------------------------- | ---------- | ----------- |
| Kiesgerechtigden            | 4.034      | 4.034       |
| Opkomst                     | 2.674      | 3.034       |
| Geldige stemmen             | 5.316      | 3.016       |
| Blanco stemmen              | 24         | 13          |
| Kiesdrempel                 | 1.329      | 1.508       |
| Kandidaten                  |            |             |
| W. van der Kaay             | 1.568      |             |
| J.L. de Bruijn Kops         | 1.167      | 1.917       |
| W. Bos                      | 788        | 1.099       |
| J.A.N. Travaglino           | 755        |             |
| W.H. de Beaufort            | 410        |             |
| M.A. de Savornin Lohman     | 293        |             |
| B.J.L. de Geer van Jutphaas | 279        |             |

## 15 juni 1886
De verkiezingen waren algemene verkiezingen; zij werden gehouden na ontbinding van de Tweede Kamer.
|                     | 15 juni |
| ------------------- | ------- |
| Kiesgerechtigden    | 4.243   |
| Opkomst             | 3.291   |
| Geldige stemmen     | 6.559   |
| Blanco stemmen      | 15      |
| Kiesdrempel         | 1.640   |
| Kandidaten          |         |
| W. van der Kaay     | 1.938   |
| J.L. de Bruijn Kops | 1.898   |
| C. Hartsen          | 1.361   |
| H.W. van Marle      | 1.321   |

## 1 september 1887
De verkiezingen waren algemene verkiezingen; zij werden gehouden na ontbinding van de Tweede Kamer.
|                     | 1 september |
| ------------------- | ----------- |
| Kiesgerechtigden    | 4.165       |
| Opkomst             | 1.835       |
| Geldige stemmen     | 3.596       |
| Blanco stemmen      | 72          |
| Kiesdrempel         | 899         |
| Kandidaten          |             |
| W. van der Kaay     | 1.356       |
| J.L. de Bruijn Kops | 1.348       |
| T. Heemskerk        | 293         |
| H.W. van Marle      | 281         |
| W. Bos              | 194         |

## 25 oktober 1887
Jacob de Bruijn Kops, gekozen bij de verkiezingen van 1 september 1887, overleed op 1 oktober 1887 nog voordat hij geïnstalleerd was. Om in de ontstane vacature te voorzien werd een naverkiezing gehouden.
|                  | 25 oktober |
| ---------------- | ---------- |
| Kiesgerechtigden | 4.165      |
| Opkomst          | 2.326      |
| Geldige stemmen  | 2.313      |
| Blanco stemmen   | 7          |
| Kandidaten       |            |
| I.A. Levy        | 1.306      |
| C. Hartsen       | 988        |

## Voortzetting
Na de grondwetsherziening van 1887 werden de meervoudige kiesdistricten opgeheven; het kiesdistrict Alkmaar werd derhalve omgezet in een enkelvoudig kiesdistrict. De gemeenten Akersloot, Castricum, Egmond aan Zee, Egmond-Binnen en Limmen werden toegevoegd aan het kiesdistrict Beverwijk, de gemeenten Anna Paulowna, Callantsoog, Den Helder, Petten, Terschelling, Texel, Vlieland, Wieringen en Zijpe aan het kiesdistrict Den Helder, de gemeente Winkel aan het kiesdistrict Enkhuizen, de gemeenten Schermerhorn en Ursem aan het kiesdistrict Hoorn en de gemeente Zuid- en Noord-Schermer aan het kiesdistrict Zaandam.